# Fernando Santiván
Fernando Santiván (seudónimo de Fernando Antonio Santibáñez Puga; Arauco, 1 de julio de 1886-Valdivia, 12 de julio de 1973) fue un escritor chileno, Premio Nacional de Literatura 1952.

## Biografía

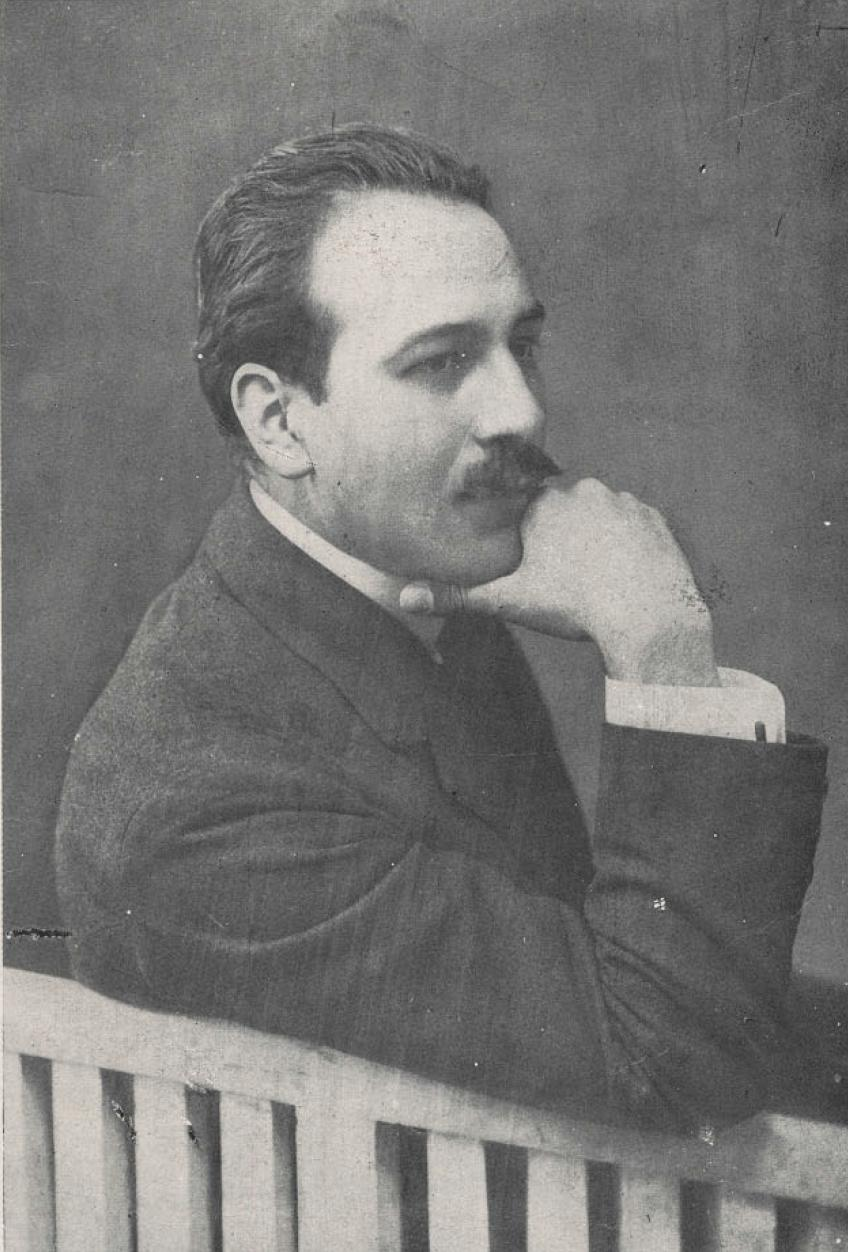
Fernando Santiván (1910).

De padre español y madre chillaneja. A los ocho años, muerta su madre, fue enviado a Valparaíso donde asistió a los Padres Franceses, el Colegio Inglés de Viña del Mar y el Liceo de Valparaíso. Después pasó por el Instituto Nacional y la Escuela de Artes y Oficios, donde fue expulsado por sus ideas anarquistas (Santiván era anarquista tolstoiano). Ingresó al Instituto Pedagógico de la Universidad de Chile cursando paralelamente las carreras de pedagogía en matemáticas y castellano, las cuales abandono al corto tiempo.
Desertó de sus estudios universitarios, y en 1905 fundó la "Colonia Tolstoiana" de San Bernardo junto al escritor Augusto D'Halmar y al pintor Julio Ortiz de Zárate, gracias a un terreno cedido por el poeta Manuel Magallanes Moure. La colonia, una experiencia en inicio orientada a vivir "la belleza de la vida sencilla; la no resistencia al mal, el apostolado que se podía ejercer entre los campesinos, y en la necesidad de huir de los viciosos placeres de la vida cotidiana", se fue desvaneciendo al encontrarse con múltiples problemas de la vida cotidiana. Fernando Santiván se ocupaba de las labores domésticas de la colonia ya que aún no descubría sus talentos ni se sentía un escritor propiamente tal. Gracias a este proceso de búsqueda, se nutrió de las expresiones artísticas de sus compañeros, forjando amistad con muchos de los visitantes de la colonia, como fue la colonia anarquista del cerro San Cristóbal.  
Al poco tiempo Santiván vio que sus expectativas no se cumplían en la colonia, surgieron problemas internos que desgastaron la convivencia, por lo que comenzó a buscar en qué trabajar para ganarse su sustento, en algún oficio de preferencia manual, en relación con su espíritu tolstoiano. Pidió una recomendación a un Profesor, y de él obtuvo esta: «Es un joven honrado, trabajador y de buena letra». Conoció al anarquista italiano Aquiles Lemire, quien se desempeñaba como zapatero en Santiago y de él aprendió el oficio. También fue sastre, vendió carbón, boxeó, corrigió pruebas, propagandista, vendedor, etc.  

Los escritores Augusto D'Halmar y Fernando Santiván crearon en 1905 la Colonia Tolstoyana en San Bernardo, cuyo alcalde era el poeta Manuel Magallanes Moure. Su proyecto de trabajar colectivamente la tierra con los campesinos no logró cristalizarse.
Luis Vitale

Al desaparecer la colonia, vivió en la casa de Augusto D'Halmar en San Bernardo, en donde se integró la familia de este junto a su hermana Ascensión, a la que trajo desde Parral. En este periodo se descubre a sí mismo como escritor, adopta el apellido de "Santiván" como seudónimo para escribir presentando sus primeros trabajos a Augusto D'Halmar, quien le consigue algunos trabajos en Santiago. Asimismo, se enamora, y finalmente se casa con la medio-hermana de D'Halmar, Elena González Thomson, quedando unido formalmente con la familia, con quien tuvo dos Hijos, Hilda Santibáñez González (1908-1925) y Felipe Santibáñez González (1912-2004).  Posteriormente se casó con Carmela Cárcamo, con quien tuvo dos hijas: Iris y Regina.
En 1912 dirigió el semanario Pluma y Lápiz, en 1914 organizó, como secretario de la Sociedad de Escritores de Chile, los Juegos Florales.
En 1915 escribía sobre arte en Sucesos, en 1917 dirigía La Prensa de Antofagasta y en el año 1918 fundó la exitosa revista Artes y Letras. Director de Revista del Pacífico y del El Correo de Valdivia.
Ya en 1952 tenía una vasta trayectoria como escritor, la cual estaba marcada por excelentes críticas, así este mismo año recibió el Premio Nacional de Literatura. Santiván murió de un infarto en el Hospital John Kennedy de Valdivia en 1973.

## Libros
- Palpitaciones de vida (1909)
- Ansia (1910)
- Crisol (1913)
- La Hechizada (1916, es considerada su obra maestra)
- En la montaña (1917)
- Robles, Blum y Cia. (1923)
- Braceando en la vida (1927)
- Confesiones de Enrique Samaniego: memorias literarias (1933)
- Charca en la selva (1934)
- El mulato Riquelme (1951)
- Memorias de un Tolstoyano (1955)
- Confesiones de Santiván. recuerdos literarios (1958)
- Bárbara (1963)
- Obras completas (1965, con prólogo de Ricardo Latcham)